# SSR (satélites)
SSR (de Satélite de Sensoriamento Remoto), é a designação de uma família de satélites de observação da Terra em órbita equatorial projetada como parte da MECB. idealizada por pesquisadores do INPE no final da década de 70 e aprovado formalmente em 1980.

## Características

### Primeira versão
O objetivo primário desses satélites era o de obter dados sobre a região amazônica, entre os paralelos 5º N e 15º S. Suas características técnicas foram esboçadas no final da década de 80. Contemplando um sensor chamado "Wide Field Imager" (WFI), o mesmo que hoje equipa os satélites CBERS, o intervalo de passagem sobre a mesma área equatorial deveria ser de 4 dias, e a resolução deveria ser de ~260 m, algo entre o Landsat e o instrumento AVHRR dos satélites da NOAA, o peso previsto estava por volta de 200 kg.

### Segunda versão
Em meados da década de 90, o projeto foi revisado, considerando as características do Veículo Lançador de Satélites e passou a ter as seguintes características: dois satélites deveriam ser lançados (SSR-1 e SSR-2), com expectativa de vida útil de 4 anos. Com massa de 230 kg, seriam estabilizados nos 3 eixos por motores movidos a hidrazina. A altitude da órbita seria em torno de ~893 km permitindo resolução temporal de menos de duas horas. Com isso, ele seria capaz de cobrir um corredor de 2.200 km, com resolução de ~100 m próximo ao equador e ~200 m próximo ao limite de 15º S. Para atender a essas características, seriam necessários 2 ou até 3 sensores modulares.  

### Terceira versão
Já no início dos anos 2000, o projeto foi reavisto para uma configuração modular, sendo: por um módulo de de carga útil, onde estão instalados os instrumentos imageadores e de uma Plataforma Multimissão que provê as funções básicas para o satélite, tais como: geração de energia elétrica, controle térmico, comunicações, entre outras.
Nessa revisão, o satélite passou a ter as seguintes características:
- Massa de 290 kg
- Potência de 250W
- Órbita circular, equatorial a 900 km de altitude
- Período de passagem sobre o mesmo ponto: 2 horas
- Resolução de 100 a 200 m em três bandas visíveis
- Banda IR com resolução de 300 a 400 m que fornece monitoramento de incêndios florestais
- Compressão de imagens embarcada
- Irradiação de dados de imagem direta ao usuários finais com estações receptoras portáteis.
- 4 anos de vida útil

## Missão
Depois de sucessivos adiamentos e mudanças de prioridades, o projeto acabou evoluindo para o Amazônia-1, permanecendo a denominação técnica desse novo satélite como SSR-1 até que ele seja lançado e entre em órbita.